# 别廖佐夫卡农村居民点 (伏尔加格勒州)
别廖佐夫卡农村居民点（俄语：Берёзовское сельское поселение）是俄罗斯联邦伏尔加格勒州新安宁斯基区所属的一个农村居民点。其下辖有5个居民点，行政中心为第一别廖佐夫卡。据2016年统计，该农村居民点的人口为1140人。